# Riya
Riya, née le 18 février 1982, est une chanteuse japonaise originaire de Fukuoka. Elle admire la compositrice Akino Arai depuis ses débuts.
Riya est la chanteuse principale et parolière du groupe de J-pop Eufonius.

## Discographie

### Singles
- Toki no Mukōgawa, publié le 24 mars 2005 par Lantis

### Albums
- Sorarado (en), publié le 28 décembre 2003 par Key Sounds Label
- Sorarado Append (en), publié le 28 décembre 2004 par Key Sounds Label
- Love Song, publié le 31 août 2005 par Key Sounds Label

### Autres chansons
- Mawaru sekai de (ce monde qui tourne — duo avec Haruka Shimotsuki ; thème d'ouverture du jeu PS2 Akai Ito)
- Tabiji no hate (duo avec Haruka Shimotsuki ; thème de fermeture de Akai Ito)
- Dianoia (thème d'ouverture du jeu PC Saishū Shiken Kujira)
- Crescent Moon (thème d'ouverture du jeu Dreamcast et PS2 Suigetsu ~mayoigokoro~)
- Mag Mell (générique de début de Clannad)
- -Kage Futatsu- (-Deux ombres-) / Chiisana te no hira (dans cette petite main - générique de fin de Clannad)
- Hikari no hō he ~ashita he no jumon~ (thème d'ouverture du jeu PS2 Mabino x Style)
- Narcissus(Thème principal du jeu "Narcissu side 2nd")
- Apocrypha (thème d'ouverture de Polyphonica (en))
- Reflectia (thème d'ouverture de True tears)